# Amento

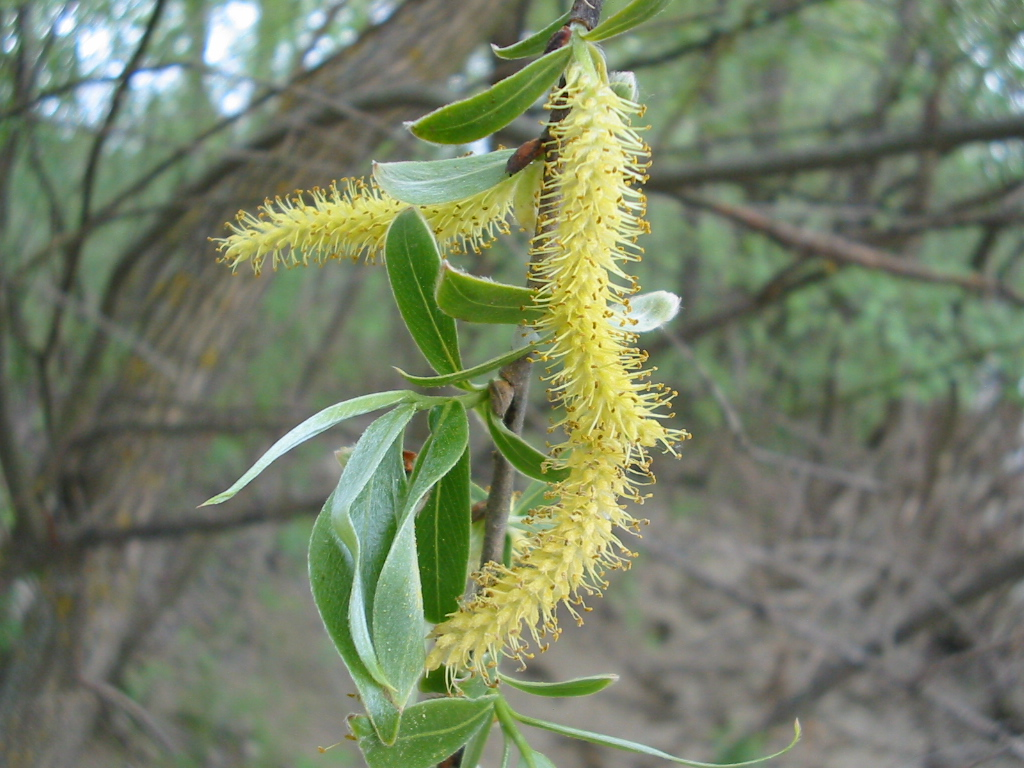
Un amento macho en un sauce (Salix).

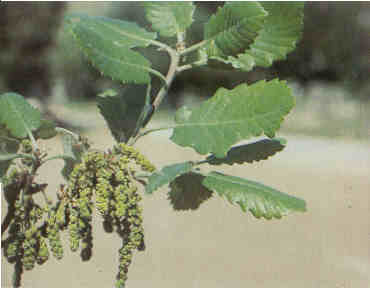
Amentos en un Quejigo (Quercus canariensis).

En botánica, el amento es una inflorescencia racimosa, generalmente colgante, característica de ciertos árboles, especialmente en la subclase Hamamelidae, las familias Salicaceae y Fagaceae.
El amento consiste en una espiga articulada por su base y compuesta de flores de un mismo sexo, pues hay amentos masculinos, más alargados, y amentos femeninos. Las flores son simples, sin pétalos ni sépalos, las masculinas están reducidas a los estambres y las femeninas al estigma.
Los amentos aparecen en primavera, generalmente antes que las hojas.
En estas clases de plantas, la polinización es anemófila, esto quiere decir que el transporte del polen, muy abundante, es realizado por el viento.
El polen de algunos árboles puede ser, para la especie humana, una fuente de alergias.